# Kazimierz Stafiej
Kazimierz Stafiej (* 22. Februar 1968 in Nowa Sarzyna) ist ein ehemaliger polnischer Radrennfahrer, der im Straßenradsport aktiv war.

## Sportlicher Werdegang
Erstmlas wurde Kazimierz Stafiej 1889 in den Ergebnislisten des Radsports geführt. Bis 1999 startete er fast ausschließlich bei Rennen in seiner Heimat Polen. 1994 nahm er an den Straßenradsport-Weltmeisterschaften auf Sizilien im Straßenrennen der Amateure teil und belegte den sechsten Platz.
Seine internationale Karriere begann Stafiej im Jahr 2000 beim polnischen Radsport-Team Mróz. In seinem ersten Jahr gewann er eine Etappe bei der Japan-Rundfahrt. Im folgenden Jahr konnte er diesen Erfolg wiederholen und 2002 wurde er Dritter beim Memoriał Henryka Łasaka und gewann die Sprintwertung bei der Polen-Rundfahrt. 2001 und 2003 siegte er im Eintagesrennen Puchar Ministra Obrony Narodowej. Ab der Saison 2003 fuhr er dann für das Nachfolge-Team von Mróz, Action, und sicherte sich wieder den Sieg in der Sprintwertung der Landesrundfahrt. 
2006 und 2007 fuhr Stafiej für das polnische Continental Team DHL-Author. Der Gewinn der letzten Etappe der Slowakei-Rundfahrt war sein letzter Karriereerfolg. Nach der Saison 2007 beendete er im Alter von 39 Jahren seine Laufbahn als Radsportler.

## Erfolge
1996
- Bergwertung Tour of Małopolska

1998
- eine Etappe Dookoła Mazowsza

2000
- eine Etappe und Bergwertung Japan-Rundfahrt

2001
- eine Etappe Japan-Rundfahrt
- eine Etappe Tour of Małopolska

2002
- eine Etappe Tour of Małopolska

2003
- Puchar Ministra Obrony Narodowej
- eine Etappe Szlakiem Grodów Piastowskich

2004
- Szlakiem walk majora Hubala

2007
- eine Etappe Slowakei-Rundfahrt

## Teams
- 2000 Mróz-Supradyn Witaminy
- 2001 Mróz-Supradyn Witaminy
- 2002 Mróz
- 2003 Action-nVidia-Mróz
- 2004 Action-ATI
- 2005 Intel-Action
- 2006 DHL-Author
- 2007 DHL-Author